# Ilie Carabulea
Ilie Carabulea (n. 14 aprilie 1947, Cacova Sibiului) este un om de afaceri controversat din România. În 2017, a fost condamnat de Înalta Curte de Casație și Justiție la 5 ani de închisoare în Dosarul Carpatica.

Este cunoscut ca om de afaceri din România, inginer în domeniul transporturilor, specialitatea întreținerea și repararea parcului auto în realizarea mentenanței mijloacelor de transport, și în domeniul exploatării, mijloacelor de transport atât de marfă cât și de persoane , dar și inventator. Cunoscut în principal pentru fondarea companiei Atlassib, cea mai mare societate de transport de persoane din România , și a Băncii Comerciale Carpatica, singura bancă cu capital 100% autohton din România cu sediul în Sibiu. În septembrie 2010 avea o avere estimată la 200 de milioane de euro, fiind cel mai bogat sibian.

## Studii
Între anii 1961-1965 a studiat la Liceul ,,Gheorghe Lazăr” din municipiul Sibiu  . A urmat cursurile Facultății de autovehicule rutiere în cadrul Institutului Politehnic Brașov în perioada 1965-1970. Studiile au continut cu un doctorat în transporturi în 2010, cu teza ,,Contribuții privind îmbunătățirea calității transportului auto”, un studiu despre cercetări științifice și aplicații practice ce vizează firma Atlassib, cea mai mare companie de transport internațional de călători din România.

## Activitatea profesională și intelectuală
Timp de 20 de ani, între 1970 și 26 martie 1990 Ilie Carabulea activează profesional în cadrul IRTA Sibiu (fosta Întreprindere de Transporturi Auto). După 1990 începe o altă etapă profesională, devenind antreprenor. A devenit cunoscut în Sibiu și în România ca om de afaceri, fondator al celei mai mari companii de transport de persoane din țară. Este socotit un creator de business, calitate prin care și-a pus amprenta în domeniile în care a construit afaceri: transporturi, bancar, asigurări, etc. Este, de asemenea, și inventator. Alături de o echipă condusă de fostul rector al Universității ,,Lucian Blaga” Sibiu (ULBS), Constantin Oprean, a inventat o bicicletă ergonomică, care a fost brevetată. A susținut dezvoltarea ULBS prin participarea la constituirea unei secții de inginerie a transporturilor, secție pentru care a asigurat atât sali de cursuri, cât și dotarea necesară cu computere și sisteme informatice moderne pentru instruirea studenților din domeniul transporturilor și condiții de funcționare. A contribuit la sistemul educațional din județul Sibiu. A construit Școala de Arte și Meserii și ulterior Licelul Tehnologic Transcom, care a avut ca obiect pregătirea tinerilor în domeniul mecanic și electricieni auto (actualmente desființat).

## Om de afaceri, fondator de business-uri românești
După 1990 a înființat holdingul Atlassib, din care făceau parte compania de transport internațional de persoane Atlassib, precum și firmele de transport de marfă Transcar, Comtram și Transcom. Holdingul cuprindea încă patru firme de legumicultură, pomicultură, zootehnie și industria cărnii, precum și două firme de comerț, Comat Sibiu și Bricomat.
La începutul anilor 2000 a cumpărat cotidianul local Tribuna Sibiului.Deține și pachetul majoritar de acțiuni de 75% din Sitex Dumbrava, companie care a produs paturi, covoare și mochete, precum și fire sintetice. În vârful activității, companiile omului de afaceri au generat aproximativ 10.000 locuri de muncă.
Incota S.R.L. Sibiu se înființează în anul 1991. Este prima firmă de transport internațional de persoane a sibianului, și acesteia îi urmează Atlassib S.R.L., care ia naștere în 1993. Atlassib devine un important holding în Sibiu și cel mai mare transportator de persoane din România. În perioada 2008-2012, Atlassib ajunge să dețină peste 400 de mijloace de transport, dintre care peste 165 de autocare, 120 de microbuze de câte 19 locuri, plus alte microbuze de 8+1 locuri, dar și autoturisme.
Roaltasib Tour GMBH Heilbronn Arhivat în 27 august 2016, la Wayback Machine. se constituie în 1995 și este prima companie din holding dezvoltată pe teritoriul unei alte țări, obiectul de activitate fiind transportul internațional de persoane, întreținerea și repararea mijloace de transport.
Atlantic Travels International S.R.L operează în momentul de față servicii de transport internațional de persoane și servicii de coletărie în România, Italia, Germania, Austria, Franța, Belgia și Olanda, și, ca urmare a procesului de divizare al Atlassib, va prelua integral operațiunile de transport și coletărie ale societății. Atlantic Travels International S.R.L a înființat puncte de vânzare interne, care, la ora actuală, sunt estimate la 67 de unități teritoriale în România, și puncte de vânzare în străinătate, care în acest moment însumează 38 de unități teritoriale.
Transcar Sibiu este o societate din România înființată în 1993, fiind concepută exclusiv pentru transportul internațional de marfă. S.C. Transcar S.R.L. prestează servicii de forwarding pentru firme renumite din România și Comunitatea Europeană (Pirelli, Continental, Unilever, Negro, Caroli etc) și colaborează cu societăți de logistică din Europa (DHL, Gefco, Ceva Logistic, Gebruder-Weiss etc).
Comtram  Sibiu a fost înființată în 1991, și activitatea principală a companiei o reprezintă lucrările de construcții a drumurilor și autostrăzilor. Acționarul majoritar este societatea Transcar (parte a grupului Atlassib controlat de Ilie Carabulea), care deține 82,69% din acțiuni..Compania se ocupă și cu lucrări de construcții în domeniul infrastructurii.
S.C Transcom SA Sibiu a fost înființată de către omul de afaceri în 1991, și prestează servicii în domeniile: service auto, inspecții tehnice periodice, verificări tahograf, cămin studențesc, transport mărfuri, montaj instalații GPL.
Transmixt SA, parte a grupului Atlassib controlat de Ilie Carabulea, efectuează transport internațional, interjudețean și județean de persoane, și oferă servicii de închiriere autocare și microbuze spre orice destinație. Compania deservește zilnic trasee județene în zona Sibiu  și oferă curse regulate către București, Timișoara, Cluj-Napoca, Târgu Jiu, Craiova, Deva. Societatea operează agenții și puncte de lucru în București, Râmnicu Vâlcea, Craiova, Pitești, Cluj-Napoca, Alba-Iulia și Târgu Jiu.
Sitex Dumbrava a fost o companie înființată la începutul anilor 2000, care a produs paturi, covoare și mochete, precum și fire sintetice. Ilie Carabulea a preluat pachetul majoritar al companiei în 2007.
S.C. Bricomat S.A. (fostă Comat) este un centru comercial înființat în 2002 și face parte din categoria retailului construcțiilor și amenajărilor interioare. Prin Bricomat se comercializau materiale de construcții, obiecte sanitare, articole pentru amenajări interioare, mobilă, articole electrice, electronice și electrocasnice, unelte pentru grădinărit, scule și mașini pentru construcții.
Începând cu 1996, Ilie Carabulea investește masiv și în domeniul bancar și al asigurărilor. Ia naștere Grupul Financiar Carpatica, din care au făcut parte Banca Comercială Carpatica, societatea de brokeraj SSIF Carpatica Invest, societatea de administrare a investițiilor Carpatica Asset Management, SC Carpatica Asig SA.
Carpatica Asigurări e înființată de către Ilie Carabulea în 1996, fiind o companie de asigurări generale din Sibiu. Și-a început activitatea în 1996, sub denumirea de ASA Asigurări Atlassib. Acționarii principali au fost Atlassib, cu 83%, și Banca Comercială Carpatica cu 8,96%. În septembrie 2004, compania și-a schimbat denumirea în Carpatica Asig fiind parte a Grupului Financiar Carpatica. În 2010, Carpatica Asig se poziționa pe locul 10 în piață potrivit subscrierilor realizate din asigurări generale, și deținea o cotă de aproape 5% din piața asigurărilor.
In iunie 2016 companiei îi este retrasă autorizația de funcționare, procedura de faliment fiind declanșată în luna august a aceluiași an.
Banca Comercială Carpatica (actuala Patria Bank) a fost înființată de Ilie Carabulea la 15 iulie 1999. Este singura bancă cu capital 100% autohton din România cu sediul în Sibiu. Acțiunile băncii au început să fie tranzacționate în cadrul Bursei de Valori București în iunie 2004, după ce în prealabil, timp de aproape patru ani, banca a fost listată pe Bursa Electronică Rasdaq. În primele nouă luni ale anului 2013, Banca Comercială Carpatica a obținut un profit net de 19 mil. lei, în creștere cu 61% comparativ cu rezultatul net obținut în 2012. La 30 septembrie a.c., activele totale ale băncii se cifrau la 3,72 mld. lei, în timp ce raportul credite/depozite înregistra o valoare de 60%. Iar la 30 iunie 2016, rețeaua BCC număra 100 de unități teritoriale, și avea 209 milioane lei capitalizare la bursă.
În primăvara lui 2016, Patria Bank a devenit acționar majoritar în Banca Comercială Carpatica S.A., cu o participare de peste 60% și demarând procesul de fuziune dintre cele două bănci. Implementarea efectivă a fuziunii a avut loc în data de 1 mai 2017.
Din grupul de firme dezvoltat de către Ilie Carabulea face parte și Tipo Trib SRL, o tipografie certificată ISO și autorizată de Imprimeria Națională, înființată în anul 1994. Tipo Trib oferă servicii de tipografie, serigrafie, machetare, editare și distribuție echipamente tipografice. Cotidianul local Tribuna este administrat de către această societate.
Afacerile lui Ilie Carabulea s-au diversificat și înspre horticultură, agricultură, zootehnie. Horticola Internațional S.R.L a fost înființată în anul 1999, si, pe terenuri ce însumează peste 400 hectare, produce o gamă largă de fructe, în special mere din soiurile Golden, Ionathan, Starkrimson, Florina, Generos, Prima, Wagner sau Pătule. Merele din livada S.C Horticola Internațional sunt vândute în întreaga țară.
Fabrica de Lapte Seviș a fost preluată de Ilie Carabulea, în 2007, printr-un program SAPARD. Fabrica a fost complet reconstruită și retehnologizată, pe baza unei investiții de aproxmativ 9.000.000 lei. În urma implementării proiectului s-a realizat o unitate de prelucrare a laptelui cu o capacitate totală de 10.000 litri/zi în 8 ore, producându-se următoarele produse: lapte consum, iaurt, sana, lapte bătut, telemea, cașcaval, brânză burduf, brânză topită, mozzarella, smântână, unt. În 2010 Fabrica de lapte SEVIȘ se relansează cu un nou logo, și un nou brand care pune accent pe calitate și tradiția locala a Sibiului - ,,SEVIȘ din Mărginimea Sibiului”.

## Distincții
În data de 27 decembrie 2013 a fost decorat de mitropolitul ortodox Laurențiu Streza cu „Crucea șaguniană pentru mireni”. Conform Mitropoliei Ardealului, decizia de a acorda această distincție a venit ”pentru sprijinul oferit de-a lungul timpului mai multor biserici din Arhiepiscopia Sibiului”.